# 얀두사우루스
얀두사우루스(Yandusaurus)는 중생대 쥐라기 중기, 아시아 대륙에 서식했던 2족보행의 초식공룡이다. 화석은 중국 사천성에서 발견되었다. 팔 부분은 짧지만, 다리는 길고, 정강이와 다리 뼈는 특히 길다. 꼬리는 길고, 끝부분의 힘줄로 단단하다. 전체 몸 길이는 약 1m~1.6m(3feet), 높이는 0.3m, 체중은 7kg 정도 되었을 것으로 추정된다.